# 목포유달초등학교
목포유달초등학교는 대한민국 전라남도 목포시 유달동에 있는 초등학교다.

## 학교 연혁
- 1898년 1월 12일 일본인 목포거류민단 목포공립심상소학교 개교
- 1912년 12월 1일 목포공립심상고등소학교로 개칭
- 1938년 4월 1일 목포산수심상고등소학교로 개칭
- 1945년 12월 1일 목포유달공립국민학교 개교
- 1994년 3월 1일 달리, 율도분교장 본교 편입
- 1996년 3월 1일 목포유달초등학교로 명칭 변경
- 2012년 3월 1일 율도분교장 휴교
- 2018년 9월 1일 제30대 신희봉 교장 취임
- 2018년 12월 21일 운동장 놀이 스포츠 라인 설치 및 건강증진실 확충
- 2019년 5월 8일 교육관 내외부 도색 및 리모델링
- 2019년 9월 1일 급식기구 및 식탁 전면 교체, 창고 신축
- 2019년 12월 24일 친일 잔재 국기게양대 철거 및 국기게양대 신축
- 2019년 12월 27일 쉼과 놀이, 사회성 증진을 위한 '비타민어울림 놀이터' 준공
- 2020년 2월 7일 제75회 졸업식(19명, 누계 27913명)
- 2020년 12월 15일 원도심 학교 혁신 모델 '참삶 어울림 숲' 조성
- 2021년 1월 11일 제76회 졸업식(17명, 누계 27931명)
- 2021년 3월 1일 유치원 휴원, 율도분교장 통폐합
- 2021년 7월 2일 유은혜교육부장관 방문 비타민교육 격려
- 2023년 3월 1일 제32대 조민철교장 취임

## 문화재
- 구 목포공립심상소학교 강당 (대한민국의 등록문화재 제30호)

## 학교 상징
- 교화 - 동백꽃 : 인내
- 교목 - 계수나무 : 명예
- 교색 - 녹색 : 침착

## 참고 자료
- 목포유달초등학교 - 한국교육학술정보원 학교알리미